# Гардінг (Німеччина)
Гардінг (нім. Garding) — місто в Німеччині, розташоване в землі Шлезвіг-Гольштейн. Входить до складу району Північна Фризія. Складова частина об'єднання громад Айдерштедт.
Площа — 3,06 км2. Населення становить 2844 ос. (станом на 31 грудня 2020).

## Галерея

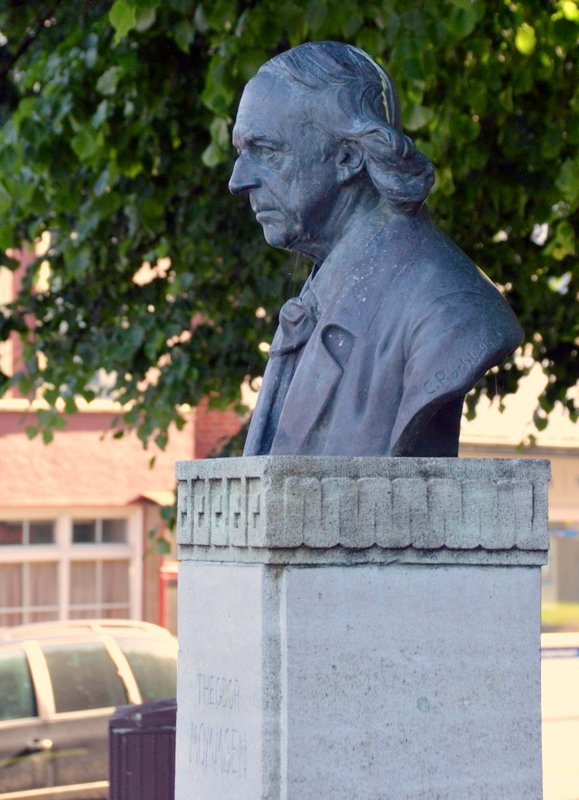